# Trichogomphus robustus
Trichogomphus robustus är en skalbaggsart som beskrevs av Gilbert John Arrow 1930. Trichogomphus robustus ingår i släktet Trichogomphus och familjen Dynastidae. Inga underarter finns listade i Catalogue of Life.